# Mammoetboom
De mammoetboom of reuzensequoia (Sequoiadendron giganteum) is een boom uit de cipresfamilie (Cupressaceae). Het is de zwaarste boom in de wereld. De soort komt van nature voor in Californië waar hij groeit op de westelijke hellingen van de Sierra Nevada tussen 1200 en 2400 m hoogte. Voor de ijstijden kwam de boom algemeen voor op het noordelijk halfrond. In Europa is de boom bekend als fossiel in bruinkoollagen.
De grootste mammoetboom is General Sherman. Deze boom is te vinden in het Sequoia National Park in Californië, heeft een hoogte van ruim 83 m, een omtrek van 31 m bij de bodem en 26 m op borsthoogte. De boom zou uiteindelijk een hoogte kunnen bereiken van 95 m en een omtrek bij de bodem van ruim 34 m.

## Beschrijving
De kroon is smal en kegelvormig. De uiteinden van de takken buigen naar voren. De schors is net als die van de kustmammoetboom (Sequoia sempervirens) roodachtig bruin, dik, zacht en vezelig. Later wordt de schors donkerder en gegroefd. De richels steken soms ver uit. De schors is heel zacht en kan gemakkelijk ingeduwd worden. Men kan ertegen stompen zonder de vuist te verwonden. De boom heeft blauwgroene of donkergroene schubnaalden van 4-7 mm lang. De kegelvruchten zijn bruin en eivormig, 5-8 cm lang en hangen aan lange steeltjes aan de hoofdtwijgen.
De mammoetboom heeft een zeer dikke bast en een hoge kruin, zodat bij een bosbrand het vuur de belangrijkste delen van de boom niet kan aantasten. Voor de voortplanting zijn branden zelfs noodzakelijk. Het snel blussen en voorkomen van bosbranden in het verspreidingsgebied schijnt ertoe geleid te hebben dat er vrijwel geen nieuwe sequoia's meer opkomen. Overigens zijn de hevige bosbranden die af en toe oplaaien in staat om aan oude exemplaren fatale schade toe te brengen.
De boom levert duurzaam hout, dat te zacht is om als constructiemateriaal gebruikt te worden. Reuzenbomen die worden geveld versplinteren vaak in ernstige mate als ze omvallen, waardoor een groot deel van het hout onbruikbaar wordt.

## Europa
Als sierboom worden mammoetbomen aangeplant in Europa, maar daar zijn ze voorlopig aanmerkelijk kleiner. De dikste mammoetboom in België is een boom in het Waalse Esneux, die een stamomtrek van 8,9 m heeft op 1,5 m hoogte. In Nederland zijn de dikste exemplaren te vinden in de gemeente Brummen in Gelderland, waar twee exemplaren een stamomtrek hebben van meer dan 8 m.
Om zo groot te worden als in Amerika zijn duizenden jaren nodig. De planten zijn in Europa pas in de tweede helft van de 19e eeuw voor het eerst ingevoerd. De leeftijd van de oudste mammoetboom wordt na jaarringenonderzoek op 3200 jaar geschat. In de ZOO Antwerpen staat een schijf uit een mammoetboom met een geschatte leeftijd van meer dan 900 jaar op het moment van kap, waarop verschillende gebeurtenissen uit de geschiedenis, waaronder de Slag der Gulden Sporen en de ontdekking van Amerika door Columbus, op de jaarringen gemarkeerd staan.

## Top tien
Rond 2010 hadden de tien meest volumineuze bomen de volgende afmetingen:
| Naam            | Locatie        | Hoogte (m) | Omtrek (m) | Volume (m³) |
| --------------- | -------------- | ---------- | ---------- | ----------- |
| General Sherman | Giant Forest   | 83,79      | 31,27      | 1486,9      |
| General Grant   | Grant Grove    | 81,72      | 32,77      | 1319,8      |
| President       | Giant Forest   | 73,43      | 28,35      | 1278,4      |
| Lincoln         | Giant Forest   | 77,97      | 29,96      | 1259,3      |
| Stagg           | Alder Creek    | 74,07      | 33,22      | 1205,0      |
| Boole           | Converse Basin | 81,93      | 34,44      | 1202,7      |
| Genesis         | Mountain Home  | 77,11      | 26,00      | 1186,4      |
| Franklin        | Giant Forest   | 68,21      | 28,90      | 1168,9      |
| King Arthur     | Garfield Grove | 82,39      | 31,76      | 1151,2      |
| Monroe          | Giant Forest   | 75,5       | 27,8       | 1135,6      |

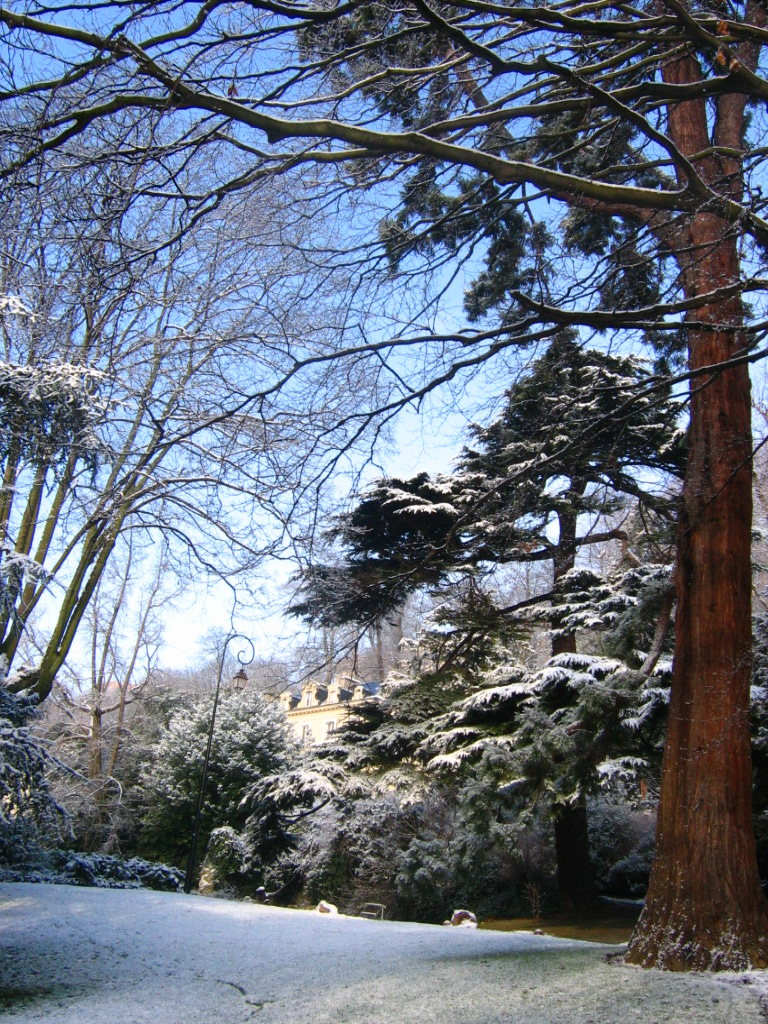
In de winter
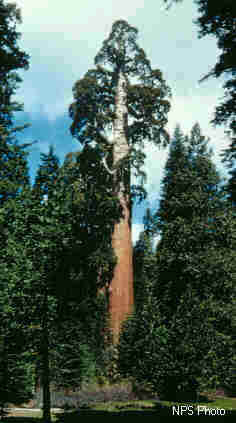
General Grant
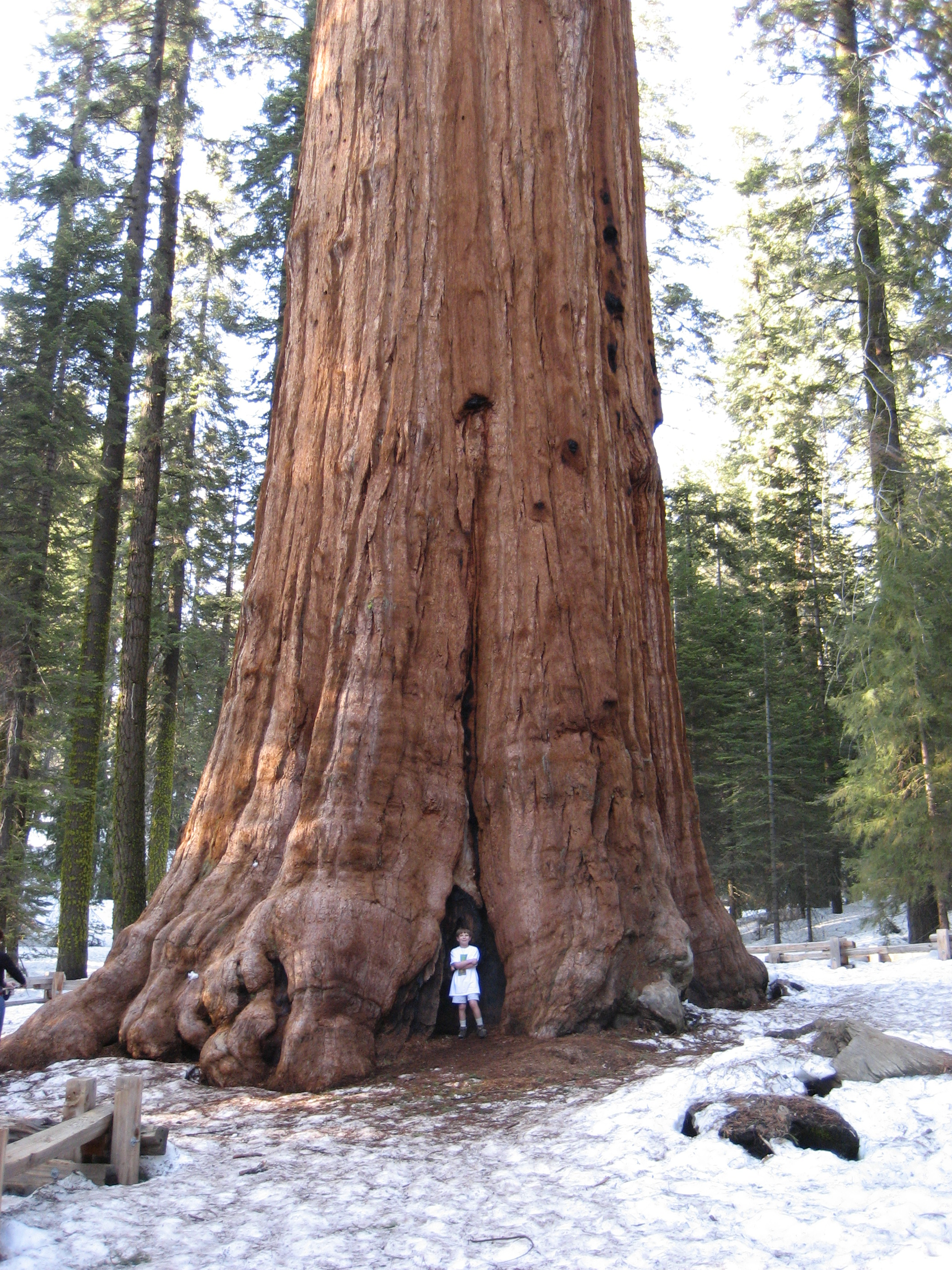
General Sherman
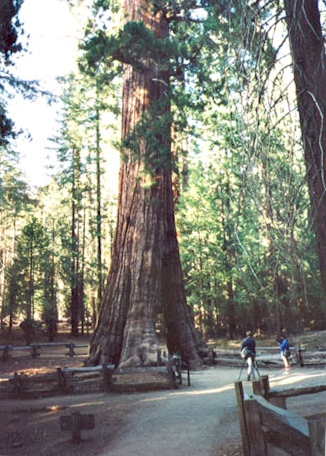
Uitgeholde California Tree in Yosemite National Park
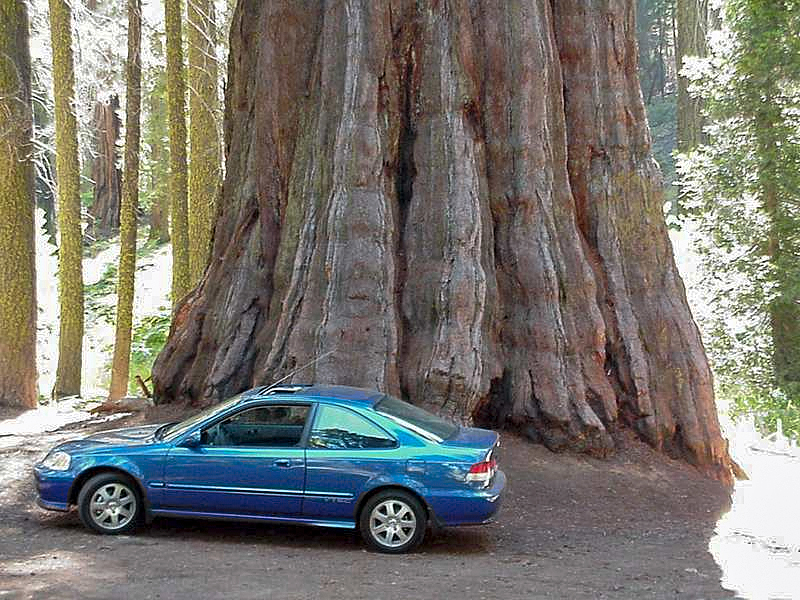
Vergelijking met een auto
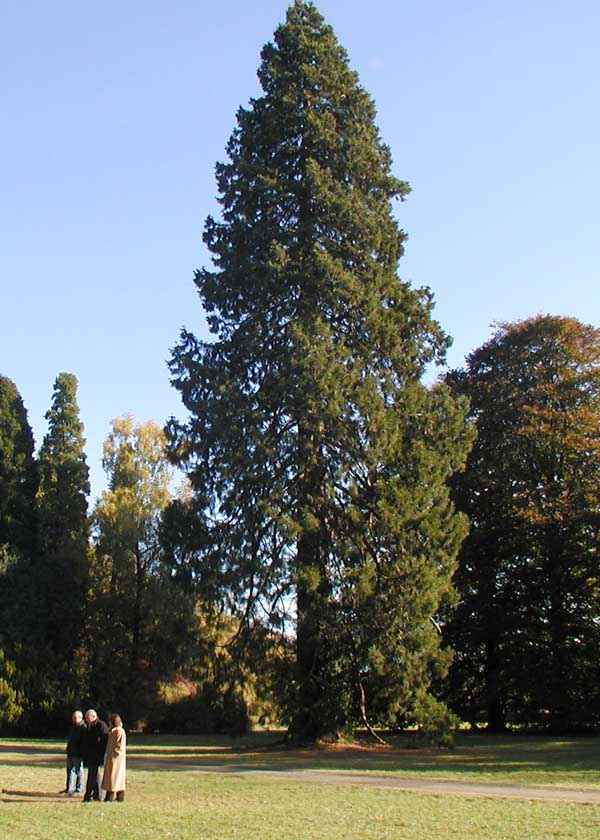
Boom in Gloucestershire, Verenigd Koninkrijk
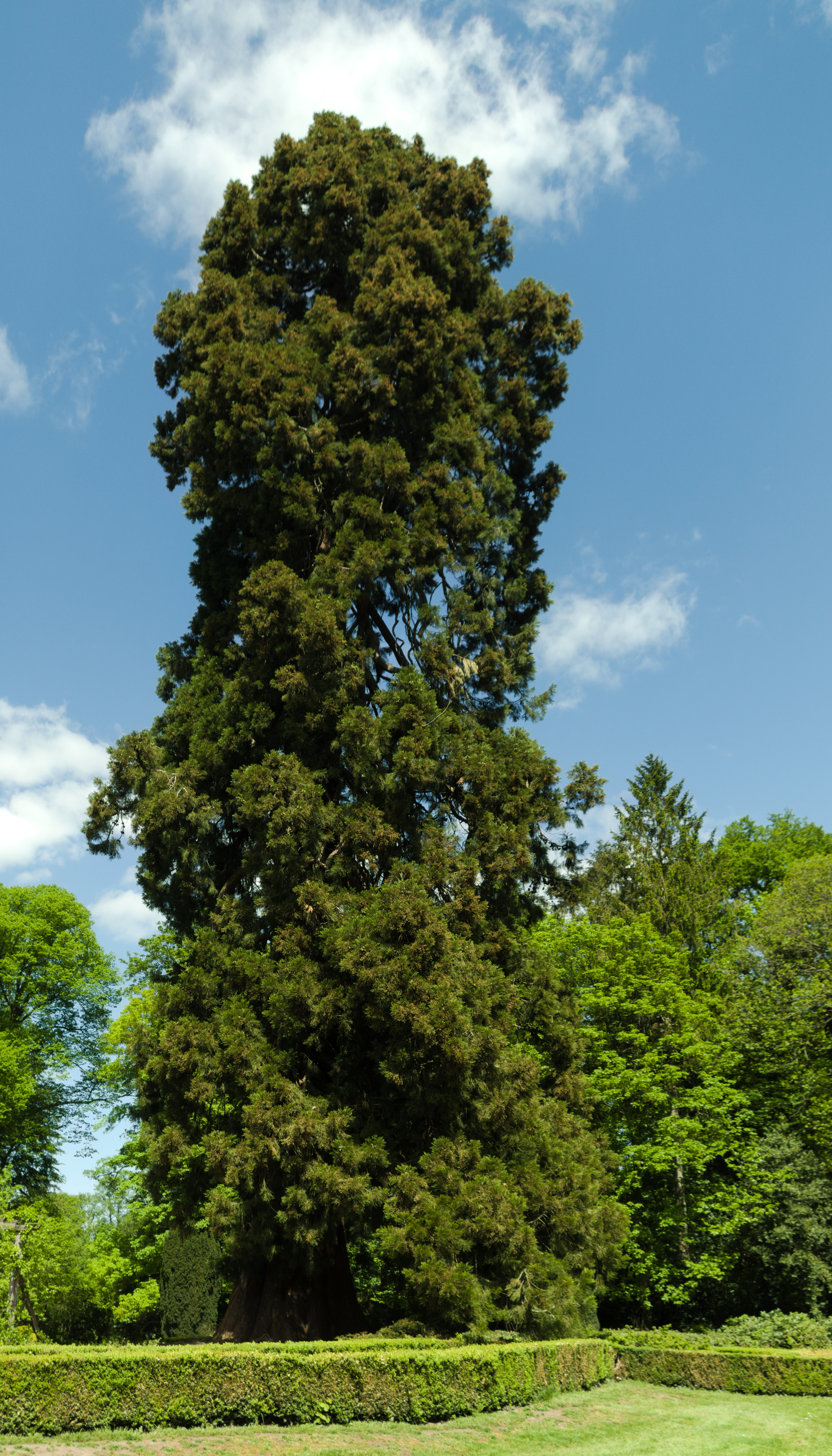
Mammoetboom in Enschede
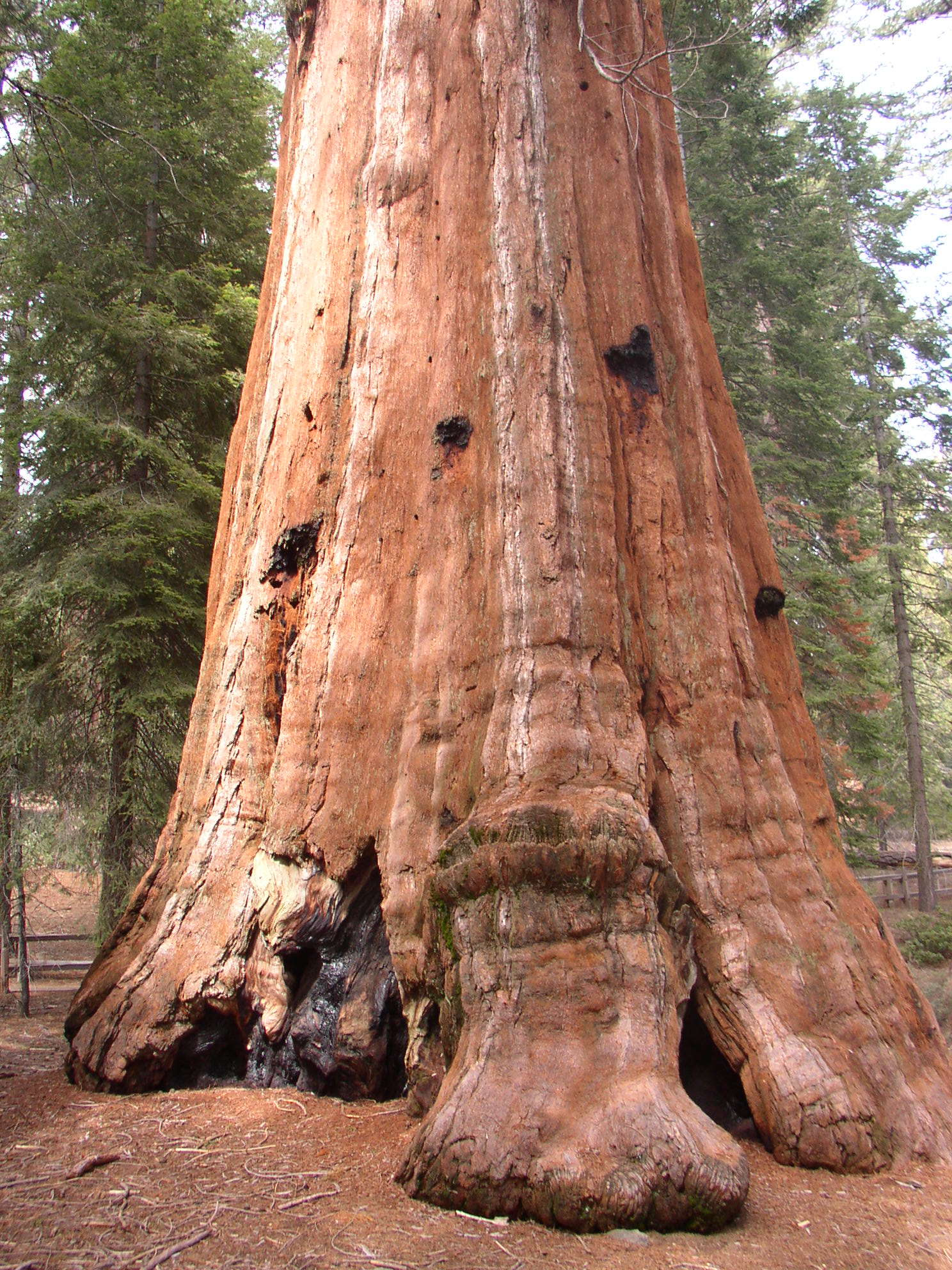
Voet van de boom
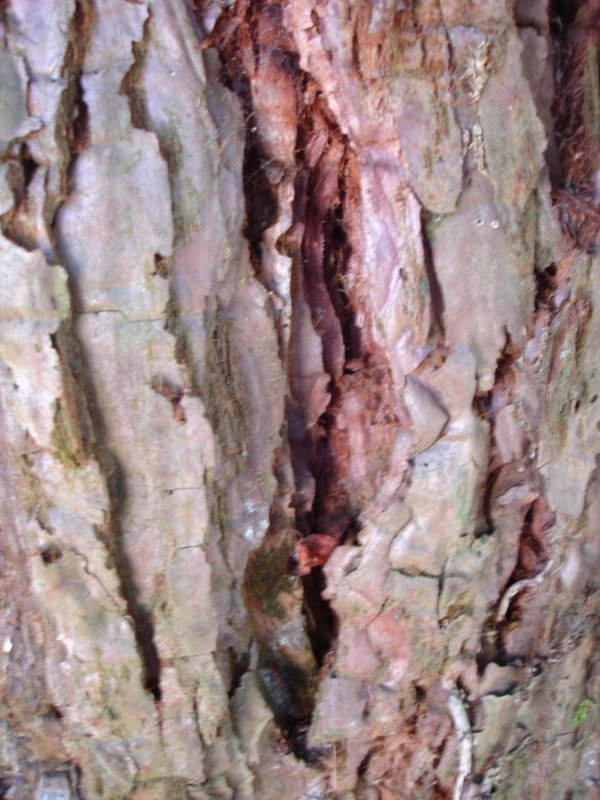
Schors
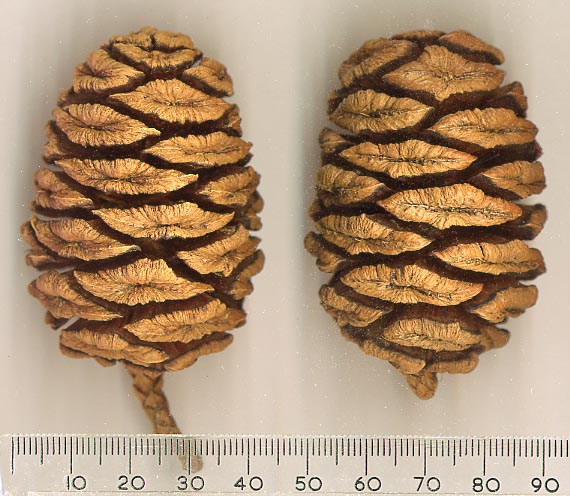
Kegelvruchten
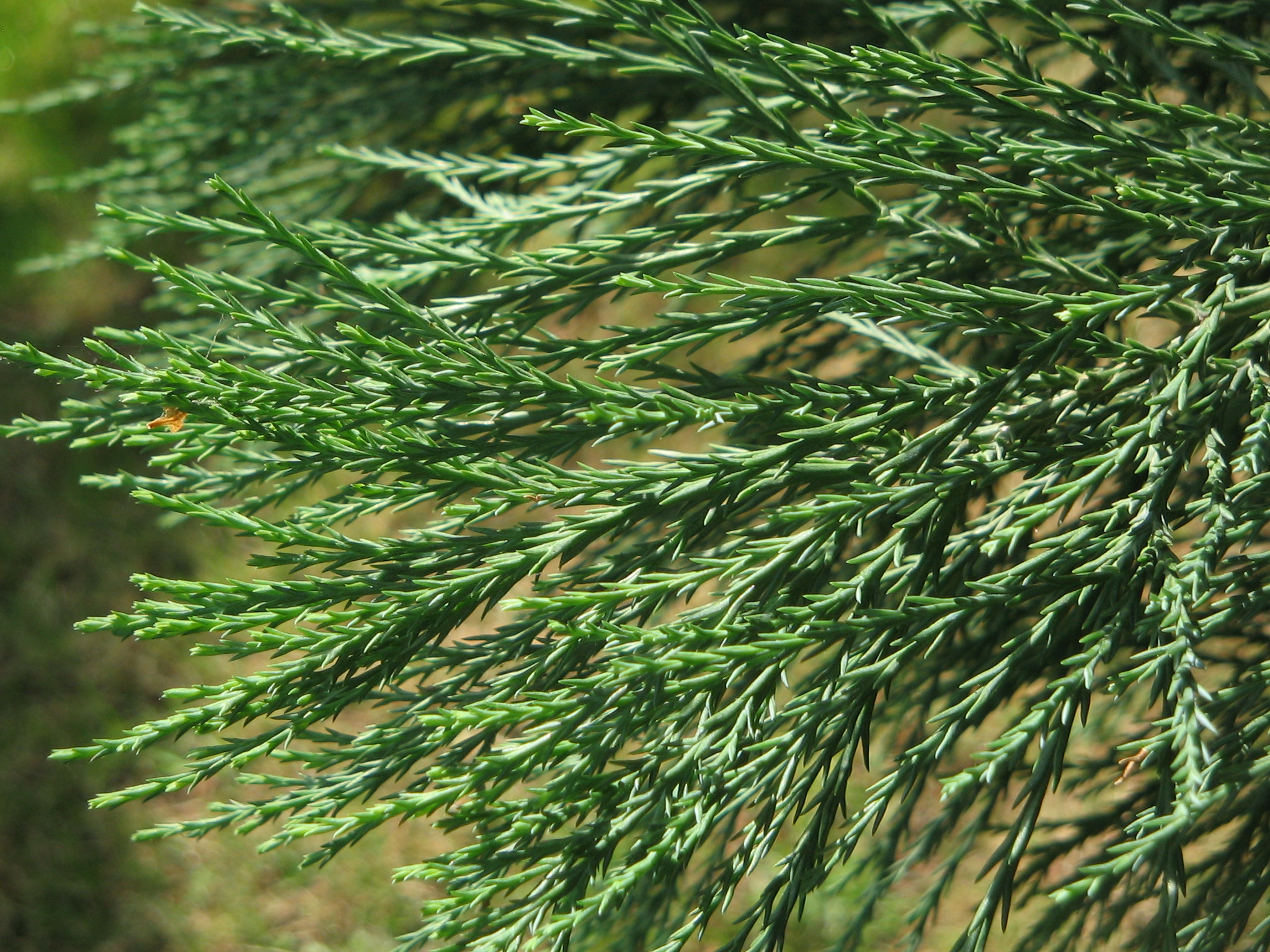
Naalden